# Марні
«Марні» (англ. Marnie) — американський психологічний трилер Альфреда Гічкока, прем'єра якого відбулася 22 липня 1964 року. Екранізація однойменного роману Вінстона Грема (1961). Завершує трилогію фільмів про жертв психопатичних відхилень, розпочату фільмами «Психо» (1960) і «Птахи» (1963).

## Сюжет
Головна героїня фільму Марні Едгар — живе тим, що під вигаданим ім'ям влаштовується на роботу в різні фірми і потім, пропрацювавши там деякий час, зникає з грошима компанії, не залишаючи при цьому ніяких слідів. Довгий час вона була невловима, але діловий партнер однієї з колишніх жертв Марні викриває її, коли вона влаштовується до нього на роботу. Однак він не здає її поліції, а шантажує, змушуючи її одружитися з нею. Він дізнається про її комплекси: страх перед чоловіками, сексом, грозами і червоним кольором.
Режисер визначав зміст фільму наступним чином: «Це розповідь про дівчину, яка не знає, хто вона така. Вона психопатка, клептоманка, у неї фобія сексу, зрештою вона розуміє, чому».

## У ролях
| Актор              | Роль                                  |
| ------------------ | ------------------------------------- |
| Тіппі Гедрен       | Марні Едгар                           |
| Шон Коннері        | Марк Ратленд                          |
| Діана Бейкер       | Ліл Мейнуорінг                        |
| Луїза Летем        | Берніс Едгар                          |
| Мартін Габел       | Сідні Стратт                          |
| Боб Суїні          | кузен Боб                             |
| Мілтон Селзер      | чоловік на дорозі                     |
| Маріетт Гартлі     | Сюзан Клебон                          |
| Алан Нап'єр        | містер Ратленд                        |
| Брюс Дерн          | моряк                                 |
| Генрі Бекман       | перший детектив                       |
| С. Джон Лаунер     | Сем Ворд                              |
| Едіт Евансон       | Ріта (прибиральниця)                  |
| Мег Віллі          | місіс Тарпін                          |
| Мелоді Томас Скотт | Марні (в дитинстві)                   |
| Альфред Гічкок     | чоловік, який залишає готельний номер |

## Критика
З часом ставлення до «Марні» в стані кінознавців помітно покращився, а в тому, що вважалося недоліками фільму, стали бачити свого роду художню родзинку. Наприклад, Дейв Кер знаходить у побудові кадру щось від абстракціонізму в живописі: режисера тягнуть важкі, масивні форми, невиразні кольори і навмисно нереальні. Ці прикмети художнього світу фільму немов передають зрушення у психічній рівновазі головної героїні.
Кер також проводить паралель між «Марні» і фільмами Фассбіндера про діалектику влади і підпорядкування у стосунках чоловіка і жінки. На його думку, «Марні» на порядок глибше: замість чіткого протиставлення сильної і слабкої Гічкок створює густе і рухливе поле мазохізму, класового антагонізму та релігійної трансгресії.